# نانسپیت
نانسپیت (به هلندی: Nunspeet) یک منطقهٔ مسکونی در هلند است که در خلدرلاند واقع شده‌است. نانسپیت ۸ متر بالاتر از سطح دریا واقع شده‌است.